# Achtung, fertig, WK!
Achtung, fertig, WK! (Wiederholungskurs, Reserveübung) ist eine Schweizer Filmkomödie des Regisseurs Oliver Rihs aus dem Jahr 2013. Der Film über die Rekrutenschule ist der Nachfolgefilm des ersten Teils Achtung, fertig, Charlie! Der französische Titel lautet À vos marques, prêts, cours de répétition.
Die Militärkomödie wurde von der Zodiac Pictures AG und den Hauptproduzenten Lukas Hobi sowie Reto Schärli produziert. Allgemeiner Kinostart in der Schweiz war am 24. Oktober 2013, nachdem die Vorpremiere in Thusis im Kanton Graubünden am 19. Oktober 2013 stattgefunden hatte.

## Handlung
Als Alex Stüssi bei der Aushebung dem Arzt vorgestellt wird, erzählt er ihm etwas von diffusen Schmerzen und dass er nicht nur an einer Geschlechtskrankheit leide. Der Mediziner bleibt zunächst skeptisch, als ihm Alex jedoch seine angeblich homosexuelle Ausrichtung offenbart, erklärt der Aushebungsarzt ihn für dienstuntauglich. Vor dem Gebäude wird Alex, der heterosexuell ist, bereits von seiner Freundin Anna Reiker erwartet. Der junge Mann hat den Arzt getäuscht, da er keine Lust hat, zum Militärdienst eingezogen zu werden, viel lieber beschäftigt er sich mit seiner Ausbildung zum Yogalehrer.
Fünf Jahre sind seit der Dienstbefreiung vergangen, als Alex und Anna ihr erstes gemeinsames Kind erwarten. Da sie sehr beengt wohnen, sehen sie sich nach neuem Wohnraum um. Da ihr Budget gering ist, ist das Unterfangen schwierig. Annas Vater, Kommandant in der Schweizer Armee, besitzt ein schönes kleines Haus, das für das junge Paar passend wäre. Er ist auch bereit, seiner Tochter und ihrem Freund das Haus günstig zur Miete zu überlassen, stellt aber eine für Alex folgenschwere Bedingung. Alex muss sich bereit erklären, am nächsten militärischen Wiederholungskurs (kurz WK) teilzunehmen, und zwar unter Reiker. Da Einsparungen und Budgetkürzungen im Militärbereich anstehen und Brigadier Breitinger es besonders auf Reikers Einheit abgesehen hat, muss Alex mitziehen und versuchen, die Kompanie auf Vordermann zu bringen, um so eine Auflösung abzuwenden. Bei einer vorzeitigen Entlassung bräuchte Reiker sein Häuschen selbst als Altersruhesitz.
Wenige Tage bevor der Geburtstermin seines Kindes ansteht, zieht Alex nach Thusis in den WK. Da er mit den Regeln des Militärs nicht vertraut ist, gerät er anfangs oft in Situationen, die ihn dumm aussehen lassen. Anders als seine Kameraden, die sich vom WK sogenannte „Männerferien“ mit allem was dazugehört versprechen, legt Alex jedoch eine Diensthaltung an den Tag, die überrascht. Allerdings führt er auch einige Neuerungen ein, die mehr als gewöhnungsbedürftig sind, indem er die Truppe mit Yogaübungen und Gymnastikbällen konfrontiert und in Form zu bringen versucht. Nicht eingeplant ist allerdings, dass Alex sich in die nicht abgeneigte toughe Truppenköchin Jessica verguckt. Kochen ist zwar nicht das, was sie beherrscht, mit dem Gewehr jedoch kann die junge Frau ausgezeichnet umgehen. Die Neigung zu Jessica erweist sich als gefährlicher Stolperstein und reisst einen tiefen Graben in Alex’ Beziehung zu Anna. Letztendlich aber fügt sich alles zum Guten.

## Produktion
Zahlreiche Szenen des Films entstanden in Thusis und Umgebung. Von den angesetzten 30 Drehtagen wurden etwa 25 dort abgedreht. Als Truppenunterkunft diente das Ausbildungszentrum Pantun, das vom Thusner Gemeinderat zur Verfügung gestellt wurde. Vom Militärdepartement erfuhr die Crew keine Unterstützung, da die Erfahrungen mit dem Vorgängerfilm «Achtung, fertig, Charlie!» als negativ eingestuft worden waren.
Der Film lief am 19. Oktober 2013 im Kino Rätia in Thusis exklusiv als Schweizer Vorpremiere.
Im Frühjahr 2014 erschien unter dem Titel «Achtung, fertig, Charlie 2» eine für den gesamten deutschen Sprachraum in hochdeutsch synchronisierte Fassung auf DVD, in welcher nur noch bei bestimmten Rollen eine leichte Sprachfärbung zu hören ist. Sie wurde in München von der Taurusmedia Synchron GmbH unter der Dialogregie von Simon Mora angefertigt.

## Kritik
Alice Grosjean von meinkino.ch zog das Fazit: „Satirisch angehauchter Militär-Klamauk. Gute Unterhaltung fürs Schweizervolk von heute.“ Zuvor führte sie aus, dass der Film „inhaltlich wenig mit dessen Vorgänger zu tun“ habe. Zwar sei „die Machart erwachsener geworden, […] die Handlung zeige sich dafür eher unspektakulär. Klischees und durchschnittliche Gags [hielten] sich die Stange, dazwischen [gäbe es] ein paar sentimentale Einschübe.“
Stefan Volk von der Aargauer Zeitung befand, dass „Marco Rima mehr denn je als Vollblutkommandant Reiker überzeuge, der trotz harter Schale das Herz am rechten Fleck [habe]. Und Martin Rapold [habe] als Wachtmeister Weiss erneut seine Freude daran, Soldaten niederzubrüllen und durch den Schlamm robben zu lassen. Ähnlich wie einst ‹Charlie!› [nehme] ‹WK!› althergebrachte Frauen- und Männerbilder auf die Schippe, um dann doch von so manchen Stereotypen eingeholt zu werden.“ Abschliessend urteilte Volk: „Auch wenn sich ‹Achtung, fertig, WK!› in vielem reifer, runder und tiefgründiger präsentiert als sein ungeschliffen klamaukiger Vorgänger, das satirische Gespür und der Spass haben darunter nicht gelitten.“
Irene Genhart vom Landboten lobte die Rollenbesetzung, die „hübsch nach Typ“ erfolgt sei, „die Schauspieler [seien] gut aufgelegt, sodass man ihnen die Kameradschaft [abnehme]. Das von Güzin Kar geschriebene Drehbuch [habe] viel Humor und spiel[e] mit der Swissness, die Dialoge [seien] geschliffen.“ Genhart befand weiter, dass „die Story einen guten Zug“ habe, monierte allerdings, dass „vieles nur eben nicht wirklich neu“ sei. Das Resümee lautete: „Aber er ist Cinemascope-prächtiges und solides Unterhaltungskino, made in Switzerland. Und mehr müssen Filme bisweilen gar nicht sein.“
Die Neue Zürcher Zeitung bezog sich auf den Vorgängerfilm und führte aus, dass „Melanie Winiger, die durch eine Blondine im String (Sira Topic) ersetzt worden sei, aus einem Bilderrahmen lächle.“ Sie sei es nun, die „die hechelnden und nach ihr lechzenden Soldaten wie ein Playmate aufgeilen [dürfe].“ Der für das Drehbuch verantwortlichen Autorin Güzin Kar wurde zum Vorwurf gemacht, dass es ihr nicht gelungen sei, „etwas Substanzielles zur Verbesserung des WK-Niveaus [beizutragen]“, was man gehofft hatte. Zum Schluss des Kommentars wurde die Frage gestellt: „Ob das Schweizer Kinopublikum diese unoriginelle Militärschwarte goutiert?“
Florian Keller vom Tages-Anzeiger kam auf die visuellen Gags zu sprechen und war der Meinung, dass diese „weniger gut“ geklappt hätten. […] „Slapstick, diese hohe Kunst der vermeintlich niederen physischen Komik, [sei] ein Fremdwort im Schweizer Film. Wo es beim angestrengten Versuch bleib[e], [werde es] schnell peinlich.“ Kellers Schlussworte lauteten: „Doch, dieses Sequel ist besser als ‹Achtung, fertig, Charlie!›. Man muss aber auch anfügen: So schwierig war das auch wieder nicht. Es bekommt halt jede Armee die Filme, die sie verdient. Und für die angeblich beste Armee der Welt ist eine Komödie wie ‹Achtung, fertig, WK!› gerade gut genug.“